# 息吹〜南山義民喜四郎伝
『息吹～南山義民喜四郎伝』（いぶき～みなみやまぎみんきしろうでん）は、「チーム息吹」による組踊舞台。
「チーム伊吹」は、福島県南会津で2009年に活動をスタートした団体。当作品は次世代育成を目的として、小中高生によって演じられる。
幕府直轄領であった南会津の南山御蔵入領で小栗山喜四郎をはじめとする「南山義民」と現代に語り継がれる農民たちが、高率の年貢負担に苦しむ民と家族の命を守るために決死の覚悟で起こした百姓一揆の歴史を、幕末の会津で松平容保、山本八重（後の新島八重）、吉田寅次郎（吉田松陰）が語る内容。